# Jerzy Kulej
Jerzy Zdzisław Kulej (Częstochowa, 19 ottobre 1940 – Varsavia, 13 luglio 2012) è stato un pugile polacco.

## Palmarès
Olimpiadi
- 2 medaglie:
  - 2 ori (pesi superleggeri a Tokyo 1964, pesi superleggeri a Città del Messico 1968)

Europei dilettanti
- 3 medaglie:
  - 2 ori (pesi superleggeri a Mosca 1963, pesi superleggeri a Berlino Est 1965)
  - 1 argento (pesi superleggeri a Roma 1967)